# Pulverberg (Schiefergrube)
Der Pulverberg war einst ein Lager der Grube Wilhelm-Erbstollen. Letztere war ein Zusammenschluss von Schiefergruben in Kaub im Rhein-Lahn-Kreis. Im Lager Pulverberg fand nur kurzfristiger Abbau statt.